# Carl Gustaf Bielke
Carl Gustaf Bielke (1683-1754) fou un comte suec i col·leccionista de llibres. Era fill de Niels Bielke i és conegut per la seva col·lecció de més de 8.000 llibres, que més tard van passar a formar part de la biblioteca del castell de Skokloste,r quan la col·lecció va passar al seu nebot, Erik Brahe. La col·lecció de Bielke estava centrada en llibres relacionats amb la medicina, la teologia i el dret, molts dels quals es van obtenir durant els seus viatges a França o de subhastes a Uppsala i Estocolm durant els anys 1730 i 1740. Va ser governador del comtat de Västernorrland entre 1727 i 1739.